# Callicereon heterochroa
Callicereon heterochroa är en fjärilsart som beskrevs av Paul Mabille 1878. Callicereon heterochroa ingår i släktet Callicereon och familjen nattflyn. Inga underarter finns listade i Catalogue of Life.